# 卡拉卡尔帕克斯坦最高委员会
卡拉卡尔帕克斯坦共和国最高委员会是乌兹别克斯坦卡拉卡尔帕克斯坦共和国的立法机关，成立于1994年，设于努库斯。委员会实行一院制。有65名委员，由直接选举产生。每届议会任期5年。现任议会主席是Amanbai Orynbaev。